# Áramkör

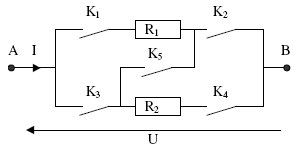
Kapcsolókból és ellenállásokból álló áramkör, ahol a kapcsolók átállításával soros, párhuzamos kapcsolás vagy rövidzárlat is előállítható

A vezetékkel összekapcsolt áramforrás és fogyasztó áramkört alkot. Tartós elektromos áram csak zárt áramkörben jöhet létre. Az áramkör nyitása, zárása legtöbbször kapcsolóval történik.
Zárt áramkörben az elektronok az áramforrás negatív pólusa felől vándorolnak a vezetéken és fogyasztón keresztül a pozitív pólus felé. Ezt az áramlási irányt fizikai áramiránynak nevezzük. (Régen az ezzel ellentétes irányt jelölték ki az áram irányának, mert még nem tudták, hogy milyen töltésű részecskék, milyen irányban mozognak a fémekben. Ezt a – fizikai áramiránnyal ellentétes – áramirányt technikai áramiránynak nevezzük.)
Lehet analóg, azon belül egyenáramú vagy váltakozó áramú áramkör, továbbá lehet modulált vagy digitális áramkör.

## Áramköri elemek
Egy áramkörben rengetegféle elem található meg. Ami a töltéseket mozgatja, az mindenképpen egy áramforrás. Ezekből is sokat ismerünk, mint az elem (ceruzaelem, galvánelem, egyéb elemtípusok), hálózati feszültség (Magyarországon 230 V~ (váltakozóáram)), letranszformált, egyéb váltakozóáramú feszültség, egyenirányítóval létrehozott egyenáramú áramforrás.
Fontos még, hogy minden áramkörben legyen fogyasztó is. Ezeket legegyszerűbben egy elektromos ellenállással jelképezhetjük, mivel mindegyik az árammal szemben ellenállást képvisel. Fogyasztó lehet egy elektromos motor, vasmagos tekercs (elektromágnes), izzó, LED, akármi, ami elektromos áramot igényel a működéséhez.
Itt látható egy egyszerű áramkör.
Egy ceruzaelemből (U = 1,5 V), és egy fogyasztóból (R1 = 1 kΩ = 1000 Ω) áll.
Innen kiszámolható az áramkörben folyó áram erőssége is:
{\displaystyle I={\frac {U}{R}}={\frac {1.5\,V}{1000\,\Omega }}=0.0015\,A=1.5\,mA}
Az áramkör teljesítménye pedig:
{\displaystyle P=U\cdot I=1.5\,V\cdot 0.0015\,A=0.00225\,W=2.25\,mW}
Nem csak fogyasztókat találhatunk meg egy áramkörben, hanem szabályzó, vezérlő és számos egyéb eszközöket is. (Természetesen ezek is rendelkeznek minimális, vagy ahogy a szabályzás hozza, nagyobb ellenállással.) Ilyen eszköz például a kapcsoló. Nyitott állásában az áramkör is nyitott, (megszakadt állapotú), ezért az áramkörben nem folyik áram, azaz a fogyasztókon sem. Ilyen eszköz lehet a dióda, ami csak egy irányba engedi tovább az áramot (pozitív felől a negatív felé), a tranzisztor (amennyiben kapcsoló funkciót lát el, egyébként jelerősítésre is használható.) Láthatunk még kondenzátorokat is, ami töltések tárolására alkalmas.

## Integrált áramkör

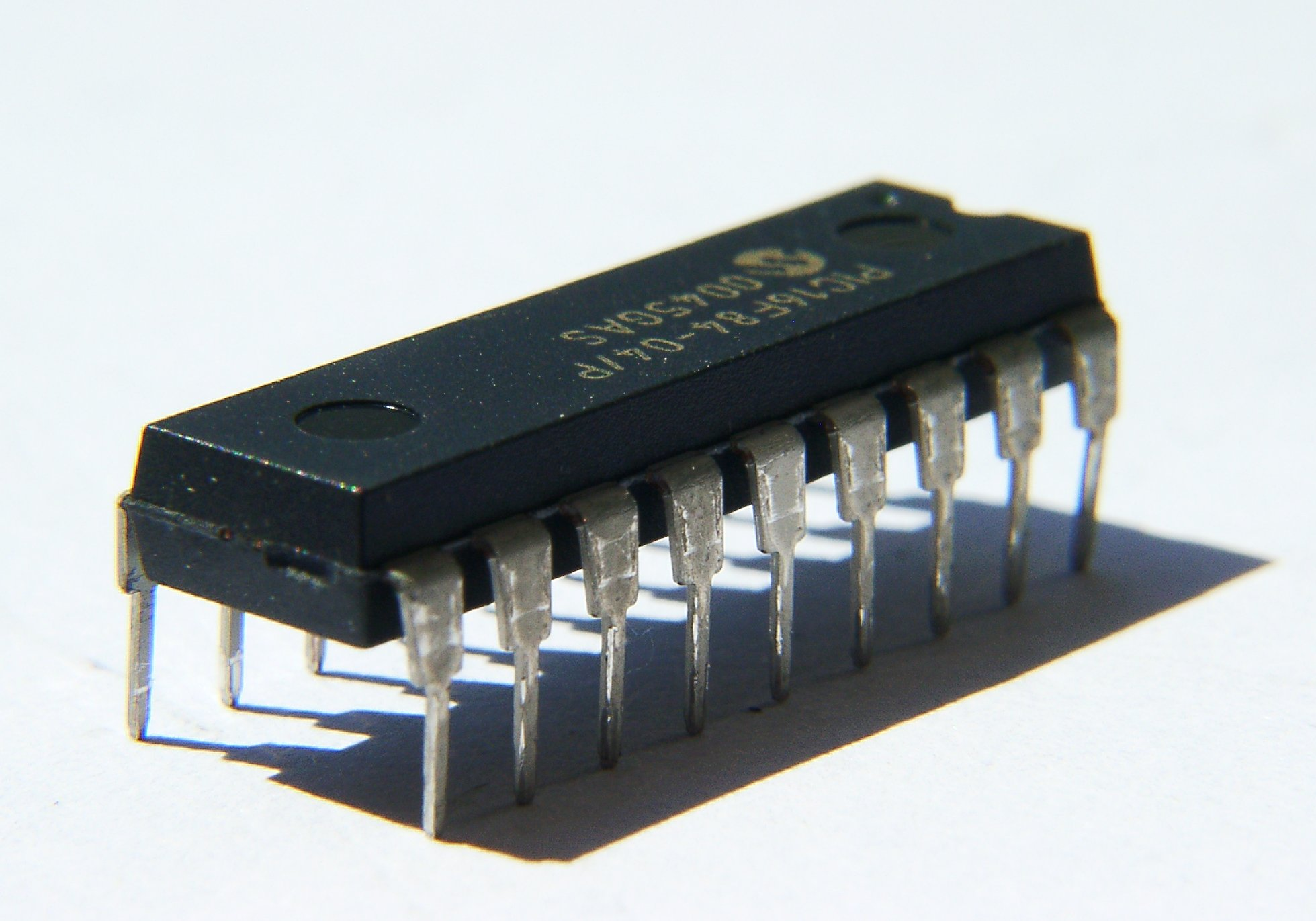
Integrált áramkör

Lényegében megegyezik az előbbiekben tárgyaltakban, csak sokkal kisebb méretben. Egy mikroméretekig kicsinyített változata. Jellemző alkatrésze a mikrotranzisztor, de vannak benne más egyéb alkatrészek is természetesen.

## Nyomtatott áramkör

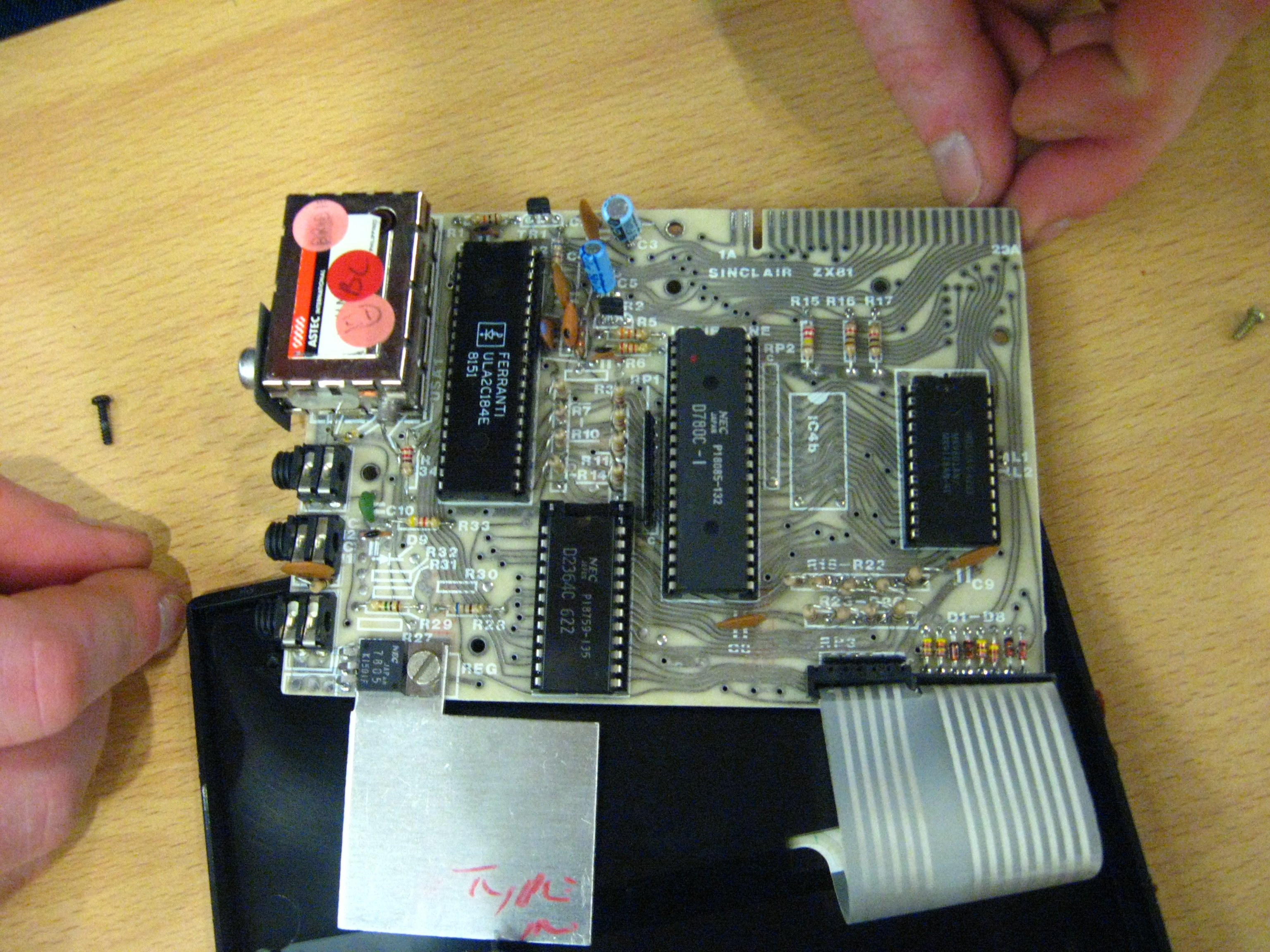
Nyomtatott áramköri kártya (NyÁK)

A nyomtatott áramkör az áramköri elemek Nyomtatott Áramköri Kártyán (NyÁK) való léte. A NyÁK egy, az egyik oldalán (esetleg mindkettőn) rézfóliával (kb. 35 µm) ellátott lapka. Az egyik oldalára beültetik az alkatrészeket, a másik oldalán pedig az alkatrészek lábait forrasztjuk a laphoz. A NyÁK hátulján vezetősávokat alakítanak ki, a felesleges rézfóliát pedig lemaratják.

## Tulajdonságok

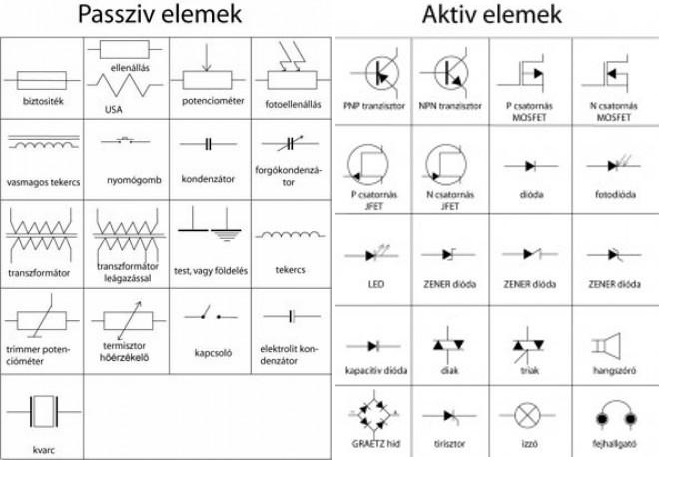
A képen az áramkör leírására, lerajzolására szolgáló jelek láthatóak. Ezekből a jelekből áll össze a kapcsolási rajz

1. Kirchhoff-törvények
2. Ohm törvénye